# El gendarme es casa
El gendarme es casa (títol original en francès: Le gendarme se marie) és una pel·lícula francesa dirigida per Jean Girault, estrenada el 1968. Forma part de la saga des gendarmes, és precedida de El gendarme a Nova York i seguida de El gendarme toca el dos. Ha estat doblada al català.

## Argument
La pel·lícula comença un 1r de juliol, fatídica i tradicional data de sortida de vacances.
El mariscal Cruchot li és confiada una missió d'envergadura per tal d'acorralar els pixapins i multar-los. Aquesta operació es mostrarà plena de sorpreses i d'imprevistos sobretot per la persecució d'una conductora que té poca cura del codi de circulació, conduint el seu Ford Mustang descapotable amb fogositat. Aquesta persecució s'acabarà davant la gendarmeria de Saint-Tropez. L'elegant vídua del coronel de gendarmeria Lefrançois, Josépha, és la intrèpida conductora del bonic descapotable. Arriba per conèixer la gendarmeria del lloc del seu sojorn estival. Acollida per l'ajudant Gerber, que s'ha d'absentar. Arribant Cruchot, topa amb la «chauffarde» de la qual ignora la identitat i n'aprofita per sermonejar-la, després verbalitzar-la. Però quan torna el seu superior, que de seguida li fa adonar-se de la seva equivocació, es veurà posat en el seu lloc i s'haurà d'empetitir davant d'aquesta magnífica dona de relacions poderoses. L'«enamorament sobtat» es produeix de seguida, atès que Josépha està encantada de conèixer la filla petita de Cruchot, Nicole…
Aviat, aquesta no vacil·la a empènyer el seu nou amant a prendre galons, incitant-lo a preparar el concurs d'oficial, amb la complicitat de Nicole. Es veurà sotmès a un règim sever garant d'un incontestable èxit, amb gran perjudici de l'ajudant Gerber.
Cruchot guanya l'examen i és promogut oficial amb gran penediment de Gerber. Però el regnat de Cruchot acabarà de pressa quan un s'assabenta que hi ha hagut un error en els resultats i és Gerber qui obté el grau d'oficial. Aquest pensa a prendre's la seva revenja de Cruchot.
Durant aquest temps, Fredo el Carnisser, un perillós bandit s'evadeix (s'havia esquitllat en un curs de ball on es trobava Cruchot per intentar escapar als gendarmes. Cruchot, no volent ser vist pels seus homes i no reconeixent de seguida el bandit, intenta escapar-se amb ell però acaba ajudant els seus homes a capturar-lo).

## Repartiment
- Els gendarmes:
  - Louis de Funès: el mariscal Ludovic Cruchot
  - Michel Galabru: L'ajudant Jérôme Gerber
  - Jean Lefebvre: el gendarme Lucien Fougasse
  - Christian Marin: el gendarme Albert Merlot
  - Guy Grosso: el gendarme Gaston Tricard
  - Michel Modo: el gendarme Jules Berlicot
- Geneviève Grad: Nicole Cruchot, la filla de Ludovic
- Claude Gensac: Josépha Cruchot
- Mario David: Frédo
- Nicole Vervil: Sra. Gerber
- Yves Vincent: El coronel examinador
- France Rumilly: La religiosa
- Yves Barsacq: L'automobilista
- Nicole Garcia: La noia
- Maurizio Bonuglia: l'amic de Nicole
- Bernard Lavalette: el professor
- Dominique Davray: La professora
- Jean-Pierre Bertrand: Eddie
- Dominique Zardi: Un altre candidat

## Al voltant de la pel·lícula
- El rodatge s'ha desenvolupat a Saint-Tropez, al departament del Var.
- Gran èxit al box-office de l'any 1968 amb més de 6 milions d'espectadors en sales.
- Louis de Funès s'havia mostrat particularment inspirat per a aquesta tercera part de la saga dels Gendarmes, inventant una quantitat de gags en aquesta pel·lícula.
- Aquesta tercera part va ser rodada durant els esdeveniments de maig de 1968 i va patir la mort d'un acròbata que doblava Josépha, en un pla on es veia el cotxe d'aquesta última que arribava a tota velocitat davant la gendarmeria. L'acròbata va perdre el control i va acabar la seva carrera a l'aparador d'una botiga situada davant la gendarmeria. Aquest pla va ser tallat al muntatge final.
- És l'últim episodi de la saga en el qual Geneviève Grad, la filla de Cruchot, actuarà en la sèrie.
- La Sra. Gerber ha canviat de nom: a la primera pel·lícula, es diu Cécilia i en aquesta pel·lícula, es diu Gilberte (segons una discussió entre Agarbar i ella).